# Самотні разом
«Самотні разом» (англ. Together Alone) — американський фільм 1991 року, поставлений режисером П. Дж. Кастелланетою. Прем'єра стрічки відбулася 13 вересня 1991 року на Міжнародному кінофестивалі у Торонто. У 1992 року фільм відзначено премією «Тедді» за найкращий повнометражний художній фільм на 42-му Берлінському міжнародному кінофестивалі .

## Сюжет
Браєн і Білл після знайомства в барі проводять ніч разом, займаючись небезпечним сексом. Пізніше, вони прокидаються і розмовляють. Браєн виявляє, що справжнє ім'я Білла — Браян, і що він бісексуал. Вони годинами говорять на різні теми: про СНІД, сексуальність, фемінізм, ролеві ігри та Емілі Дікінсон.

## У ролях
| Террі Керрі | ···· | Браян |
| Тодд Стайтс | ···· | Браєн |

## Визнання
| Нагороди та номінації фільму «Самотні разом» | Нагороди та номінації фільму «Самотні разом» | Нагороди та номінації фільму «Самотні разом»        | Нагороди та номінації фільму «Самотні разом» | Нагороди та номінації фільму «Самотні разом» | Нагороди та номінації фільму «Самотні разом» |
| Рік                                          | Кінофестиваль/кінопремія                     | Категорія/нагорода                                  | Номінант                                     | Результат                                    |                                              |
| -------------------------------------------- | -------------------------------------------- | --------------------------------------------------- | -------------------------------------------- | -------------------------------------------- | -------------------------------------------- |
| 1991                                         | ЛГБТ-кінофестиваль в Сан-Франциско           | Приз глядацьких симпатій — Найкращий художній фільм | Самотні разом                                | Перемога                                     |                                              |
| 1992                                         | 42-й Берлінський кінофестиваль               | Премія Тедді — Найкращий художній фільм             | Самотні разом                                | Перемога                                     |                                              |
| 1992                                         | Туринський гей-лесбійський кінофестиваль     | Найкращий художній фільм                            | Самотні разом                                | Номінація                                    |                                              |